# Chiqui Abecasis
Alfonso "Chiqui" Abecasis (Rosario, 31 de diciembre de 1964) es un actor y humorista argentino. Con una voz dotada incursionó como cantante en muchas oportunidades, tanto en teatro como en televisión. Es padre del futbolista Luciano Abecasis.

## Carrera
Nacido en la ciudad rosarina de la provincia de Santa Fe en el seno de una familia judía, desde chico fue muy fanático del Club Atlético Rosario Central. Comenzó contando chistes y haciendo reír a sus familiares y compañeros del colegio San José hasta llegar a los escenarios. A los 6 años, sobre el escenario de una fiesta escolar, supo que quería ser actor. El apodo de "Chiqui" le fue dado cariñosamente por su abuela y lo utilizó, posteriormente, como nombre artístico.
Después empezó a perfeccionarse, estudió canto, clown, magia cómica y pantomima. En 1999 debutó en televisión en Impacto a las 7. Y al año siguiente integró el programa El Humor de Café Fashion conducido por Beatriz Salomón, Fernando Siro y Ginette Reynal, donde comenzó su carrera profesional. En ese programa compartió pantalla con grandes humoristas del país como Carlos Sánchez, Beto César, Sapo Cativa, Norman Erlich, Esteban Mellino, El Chango Juárez, Chichilo Viale, el Negro Álvarez, entre otros. En Rosario, también tuvo su propio programa de radio en La Ocho, donde realizó la segunda mañana.
En televisión participó en ciclos como Showmatch con la conducción de Marcelo Tinelli, Creer o reventar conducido junto a Andrea Campbell, 'Susana Giménez. En el exterior participó en programas como El show de Cristina en Miami, y de De pe a pa en Chile.
En cine trabajó en la película Fontanarrosa, lo que se dice un ídolo de 2017, en el episodio Sueño de barrio, dirigido por Néstor Zapata, junto con Pablo Granados y Raúl Calandra, y Faxman, un milagro de otoño con Luis Machín y Mario Alarcón.
También participó en el Festival Internacional del Humor en Colombia, donde se invita a los humoristas más destacados de Latinoamérica. También hace shows en una compañía de cruceros por el Báltico, el Adriático y el Mediterráneo.
En teatro sobresalió en el género revisteril en obras como Chorros, Entretelones, Plumas en la noche, El don de la risa, El Reportero, La Revista de Buenos Aires, Déjame Hablar, Amor y Más que diferente, entre muchas otras.

## Vida privada
Estuvo veintidós años casado con su mujer Claudia, a la que apodaba la "Turca", con quien tuvo dos hijos varones y una mujer. Uno de sus hijos, Luciano Abecasis es un destacado futbolista destacado como defensor lateral derecho y jugador en el Club Libertad de la Primera División de Paraguay. Su esposa falleció en el 2011 tras una larga enfermedad. En el 2012 tuvo la oportunidad de concursar junto a su hija Irina en  el Cantando por un sueño 2012.

## Filmografía
- 2018: Faxman, un milagro de otoño.
- 2017: Fontanarrosa, lo que se dice un ídolo.

## Televisión
Programas televisivos en las que ha participado:
- 2018: Pasado de Copas: Drunk History.
- 2017: ¿En qué mano está? (participación especial).
- 2016-2017: Mejor de noche
- 2013: Showmatch.
- 2012: Cantando por un sueño 2012.
- 2005-2007: Susana Giménez.
- 2000: Creer o Reventar.
- 2000: El Humor de Café fashion.
- 1999: Impacto a las 7

## Teatro
- 2020: Noche de Humor, con Eber Ludueña y Toti Ciliberto.
- 2019: Salud, dinero y humor.[9]
- 2019: Chorros, con Ana Acosta, Sebastián Almada, Nancy Anka, Carna, Maxi de la Cruz, Rodrigo Noya y Nicolás Scarpino.
- 2018: Entretelones, junto a Ana Acosta, Sabrina Artaza, Vanesa Butera, Mauro Francisco, Fabián Gianola, Dario Lopilato, Esteban Prol y Carolina Pujal.
- 2017: Mi mujer se llama Mauricio, con Adriana Salgueiro, Sergio Gonal, Juan Acosta, Kitty Locane, Matías Santoiani y Agustina Peñalva.
- 2016: Plumas en la noche.
- 2015: 4 de copas, con Atilio Veronelli, Chichilo Viale y Martín Rocco.
- 2013: El don de la risa.
- 2012: El reportero
- 2011: Revista de Buenos Aires, con Raúl Lavié, Miguel Ángel Rodríguez, María Eugenia Ritó, Valeria Archimó y Marcelo Polino.
- 2010: Humor y Glamour en San Luis junto a Beatriz Salomón, Jorge Troiani, Chelo Rodríguez, Adriana Chaumont y bailarines.
- 2009: Déjame hablar, amor, con Chichilo Viale, Mono Amuchástegui, Carlos Sánchez y Matías Santoiani.
- 2008: Más que diferente.
- 2007: Pa’ que tengan, con Miguel del Sel y El Mago Black.[10]
- 2004: Ahora Moria, junto a Moria Casán, Juan Acosta, Rocío Marengo y Betina Capetillo.